# 태풍 니다 (2004년)
태풍 니다 (Typhoon Nida)는 2004년 5월 14일부터 5월 21일까지 활동했고 최저기압 935 hPa를 기록했던 2004년의 제2호 태풍이다. 필리핀에 영향을 주었다. 이름인 니다는 태국에서 제출하였으며 숙녀의 이름을 의미한다.

## 같이 보기
- 2004년 태풍